# Teixidor nelicurvi
El teixidor nelicurvi (Ploceus nelicourvi) és un ocell de la família dels ploceids (Ploceidae).

## Hàbitat i distribució
Habita boscos i zones arbustives a les terres baixes del nord i est de Madagascar.